# Cagno
Cagno es una localidad italiana perteneciente al municipio de Solbiate con Cagno de la provincia de Como, región de Lombardía, con 2.047 habitantes.
Fue un municipio independiente hasta el 31 de diciembre de 2018, en que fue disuelto y pasó a formar parte del municipio de Solbiate con Cagno.

## Evolución demográfica
| Gráfica de evolución demográfica de Cagno entre 1861 y 2001 |
|                                                             |
| Fuente ISTAT - elaboración gráfica de Wikipedia             |